# Saint-Malon-sur-Mel
Pour les articles homonymes, voir Malon.
Saint-Malon-sur-Mel est une commune française située dans le département d'Ille-et-Vilaine en région Bretagne.

## Géographie

### Communes limitrophes
|      | Bléruais            | Saint-Maugan |
| Muel | Saint-Malon-sur-Mel | Iffendic     |
|      | Paimpont            |              |

### Hydrographie
Pour un article plus général, voir Réseau hydrographique d'Ille-et-Vilaine.
La commune est située dans le bassin Loire-Bretagne. Elle est drainée par le Comper, le Hélouin, le Pont Dom Jean et le ruisseau des Brousses noires,,.
Le Comper, d'une longueur de 17 km, prend sa source dans la commune de Paimpont et se jette  dans le Meu à Saint-Gonlay, après avoir traversé six communes. 

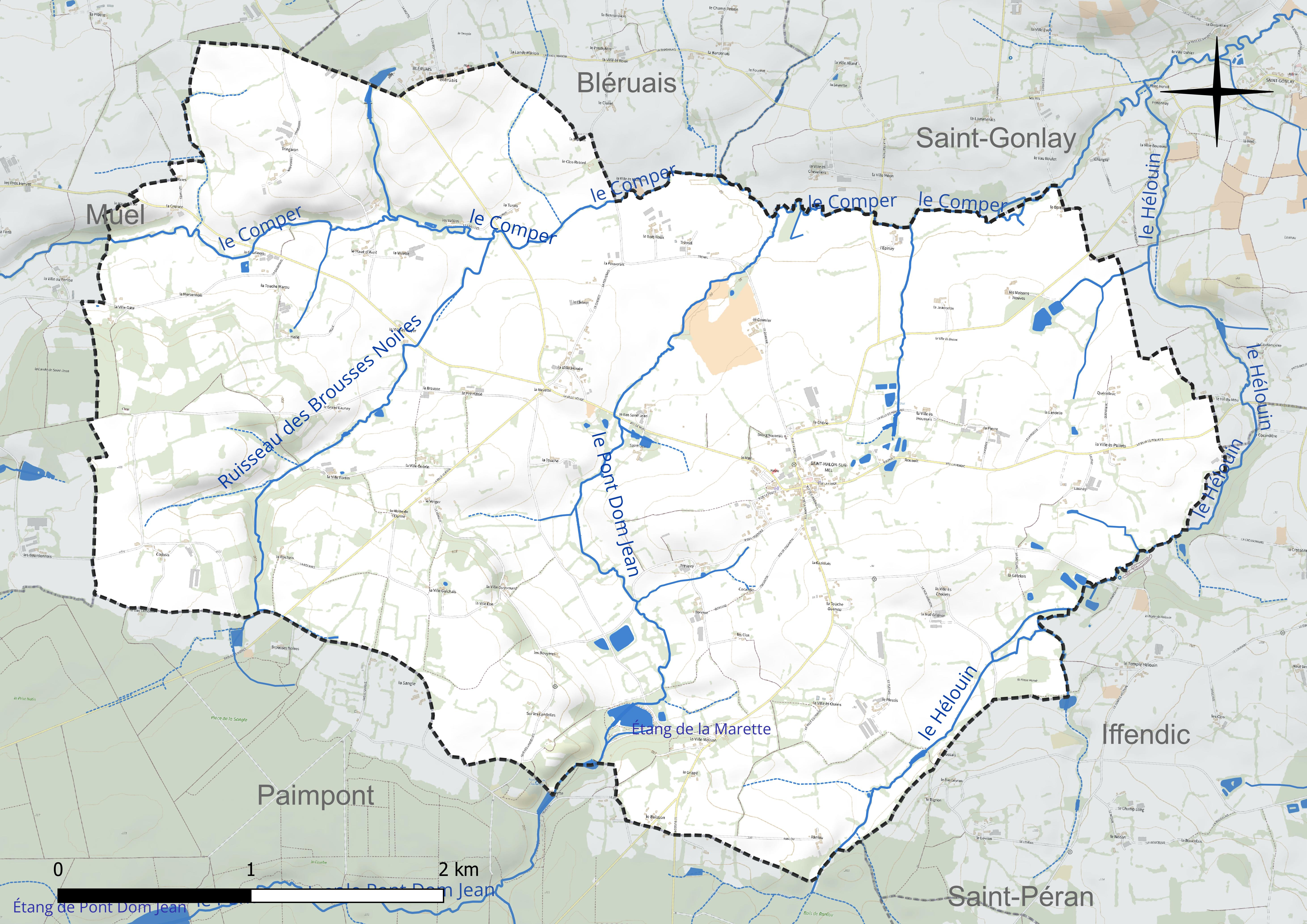
Réseau hydrographique de Saint-Malon-sur-Mel.

Un plan d'eau complète le réseau hydrographique : l'étang de la Marette (2,04 ha),.

### Climat
Pour des articles plus généraux, voir Climat de la Bretagne et Climat d'Ille-et-Vilaine.
En 2010, le climat de la commune est de type climat océanique franc, selon une étude du CNRS s'appuyant sur une série de données couvrant la période 1971-2000. En 2020, Météo-France publie une typologie des climats de la France métropolitaine dans laquelle la commune est exposée à un climat océanique et est dans la région climatique  Bretagne orientale et méridionale, Pays nantais, Vendée, caractérisée par une faible pluviométrie en été et une bonne insolation. Parallèlement l'observatoire de l'environnement en Bretagne publie en 2020 un zonage climatique de la région Bretagne, s'appuyant sur des données de Météo-France de 2009. La commune est, selon ce zonage, dans la zone « Intérieur Est », avec des hivers frais, des étés chauds et des pluies modérées.
Pour la période 1971-2000, la température annuelle moyenne est de 11,4 °C, avec une amplitude thermique annuelle de 12,6 °C. Le cumul annuel moyen de précipitations est de 830 mm, avec 11,5 jours de précipitations en janvier et 6,1 jours en juillet. Pour la période 1991-2020, la température moyenne annuelle observée sur la station météorologique la plus proche, située sur la commune de Guer à 21 km à vol d'oiseau, est de 12,3 °C et le cumul annuel moyen de précipitations est de 872,7 mm,. Pour l'avenir, les paramètres climatiques de la commune estimés pour 2050 selon différents scénarios d'émission de gaz à effet de serre sont consultables sur un site dédié publié par Météo-France en novembre 2022.

## Urbanisme

### Typologie
Au 1er janvier 2024, Saint-Malon-sur-Mel est catégorisée commune rurale à habitat très dispersé, selon la nouvelle grille communale de densité à sept niveaux définie par l'Insee en 2022.
Elle est située hors unité urbaine. Par ailleurs la commune fait partie de l'aire d'attraction de Rennes, dont elle est une commune de la couronne,. Cette aire, qui regroupe 183 communes, est catégorisée dans les aires de 700 000 habitants ou plus (hors Paris),.

### Occupation des sols
L'occupation des sols de la commune, telle qu'elle ressort de la base de données européenne d'occupation biophysique des sols Corine Land Cover (CLC), est marquée par l'importance des territoires agricoles (98,2 % en 2018), une proportion identique à celle de 1990 (98,2 %). La répartition détaillée en 2018 est la suivante : 
terres arables (48 %), zones agricoles hétérogènes (28,3 %), prairies (21,8 %), forêts (1,8 %). L'évolution de l'occupation des sols de la commune et de ses infrastructures peut être observée sur les différentes représentations cartographiques du territoire : la carte de Cassini (XVIIIe siècle), la carte d'état-major (1820-1866) et les cartes ou photos aériennes de l'IGN pour la période actuelle (1950 à aujourd'hui).

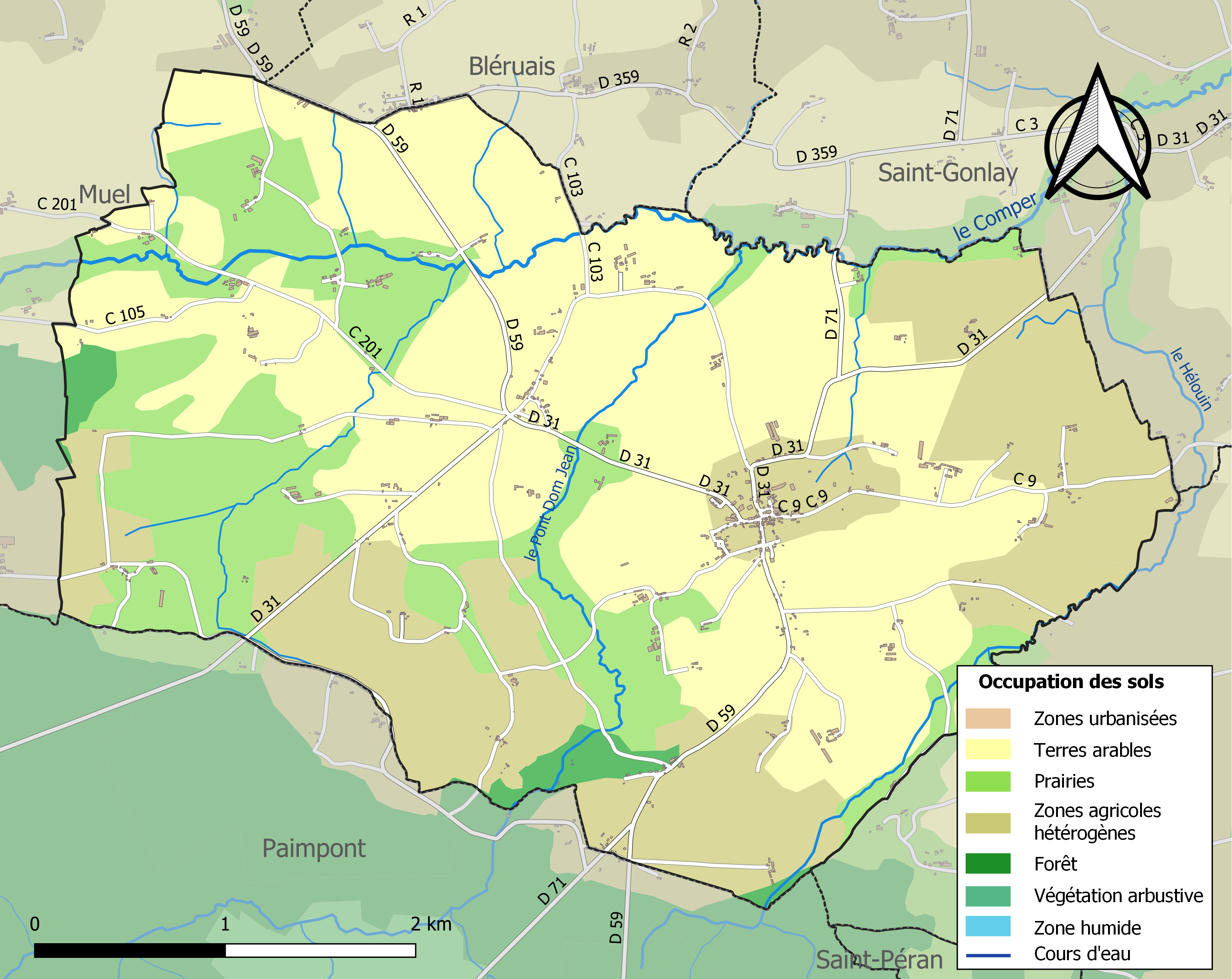
Carte des infrastructures et de l'occupation des sols de la commune en 2018 (CLC).

## Toponymie
Saint-Malon-sur-Mel porte le nom d'un monastère ou d'un hospice fondé à cet endroit par saint Maëlmon.
Le nom de la localité est attesté sous les formes Saint-Meamon en 1314, ecclesia de Sancto Mallon au XVIe siècle[réf. nécessaire]

## Histoire

### LeXXesiècle

#### L'Entre-deux-guerres
En 1926, le nom officiel de la commune a été modifié de Saint-Malon en Saint-Malon-sur-Mel.

#### La Seconde Guerre mondiale
La section FFI de Plélan-le-Grand fut fondée le  1er mars 1943 par le sous-lieutenant Bourhis en accord avec le lieutenant Duval. La section était constituée des groupes de Plélan, Maxent, Bréal, Treffendel, Saint-Malon, Iffendic et Mordelles.

## Politique et administration
| Période                                  | Période  | Identité           | Étiquette | Qualité                           |
| ---------------------------------------- | -------- | ------------------ | --------- | --------------------------------- |
| 1793 ?                                   | 1815     | Pierre Lucas       |           |                                   |
| 1815                                     | 1830     | Pierre Poignant    |           |                                   |
| 1930                                     | 1840 ?   | Pierre Guérin      |           |                                   |
| 1840 ?                                   | 1879     | Isidore Guérin     |           |                                   |
| 1881                                     | 1890     | Théodore Futrier   |           |                                   |
| 1891                                     | 1905 ?   | Pierre-Marie Vitré |           |                                   |
| Les données manquantes sont à compléter. |          |                    |           |                                   |
| 1947                                     | 19..     | Pierre Jollivet    | MRP       |                                   |
| Les données manquantes sont à compléter. |          |                    |           |                                   |
| 1983                                     | 2014     | Marcel Cœurdray    | DVD       | Entrepreneur de bâtiment retraité |
| 2014                                     | En cours | Gilles Le Métayer  | DVD       | Cadre commercial                  |
| Les données manquantes sont à compléter. |          |                    |           |                                   |

## Démographie
L'évolution du nombre d'habitants est connue à travers les recensements de la population effectués dans la commune depuis 1793. Pour les communes de moins de 10 000 habitants, une enquête de recensement portant sur toute la population est réalisée tous les cinq ans, les populations de référence des années intermédiaires étant quant à elles estimées par interpolation ou extrapolation. Pour la commune, le premier recensement exhaustif entrant dans le cadre du nouveau dispositif a été réalisé en 2006.

En 2022, la commune comptait 613 habitants, en évolution de +5,33 % par rapport à 2016 (Ille-et-Vilaine : +5,46 %, France hors Mayotte : +2,11 %).
| 1793 | 1800 | 1806 | 1821 | 1831 | 1836 | 1841 | 1846 | 1851 |
| ---- | ---- | ---- | ---- | ---- | ---- | ---- | ---- | ---- |
| 840  | 806  | 875  | 864  | 925  | 860  | 894  | 923  | 944  |

| 1856 | 1861 | 1866 | 1872 | 1876 | 1881  | 1886  | 1891  | 1896  |
| ---- | ---- | ---- | ---- | ---- | ----- | ----- | ----- | ----- |
| 894  | 921  | 934  | 968  | 976  | 1 009 | 1 062 | 1 057 | 1 042 |

| 1901  | 1906  | 1911 | 1921 | 1926 | 1931 | 1936 | 1946 | 1954 |
| ----- | ----- | ---- | ---- | ---- | ---- | ---- | ---- | ---- |
| 1 000 | 1 003 | 976  | 846  | 852  | 877  | 814  | 746  | 715  |

| 1962 | 1968 | 1975 | 1982 | 1990 | 1999 | 2006 | 2011 | 2016 |
| ---- | ---- | ---- | ---- | ---- | ---- | ---- | ---- | ---- |
| 644  | 554  | 492  | 449  | 447  | 447  | 527  | 596  | 582  |

| 2021 | 2022 | - | - | - | - | - | - | - |
| ---- | ---- | - | - | - | - | - | - | - |
| 601  | 613  | - | - | - | - | - | - | - |

## Culture locale et patrimoine

### Lieux et monuments
- Église Saint-Malo[25] au centre du bourg. Elle a la particularité d'avoir un clocher penché.

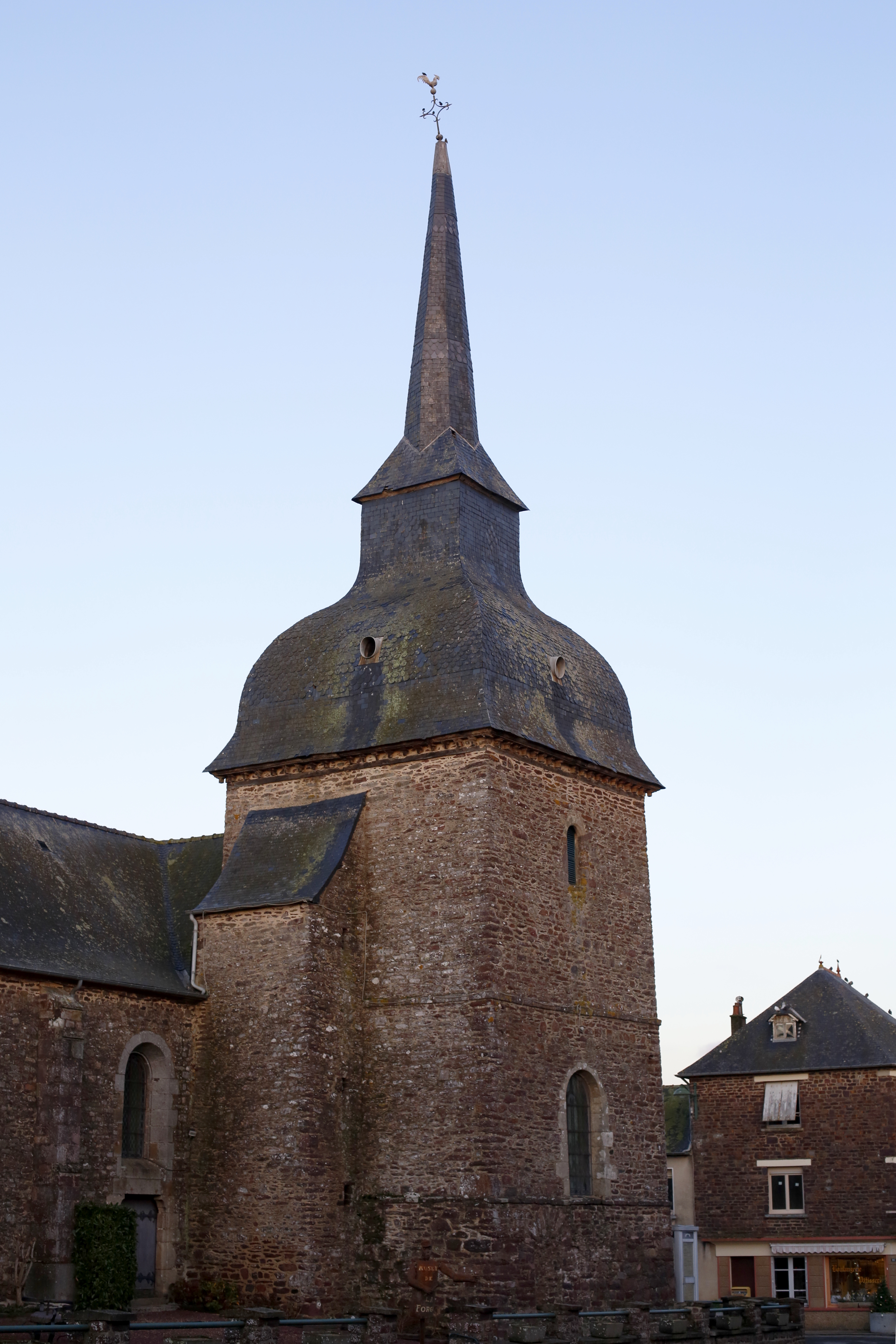
Clocher de l'église Saint-Malo.
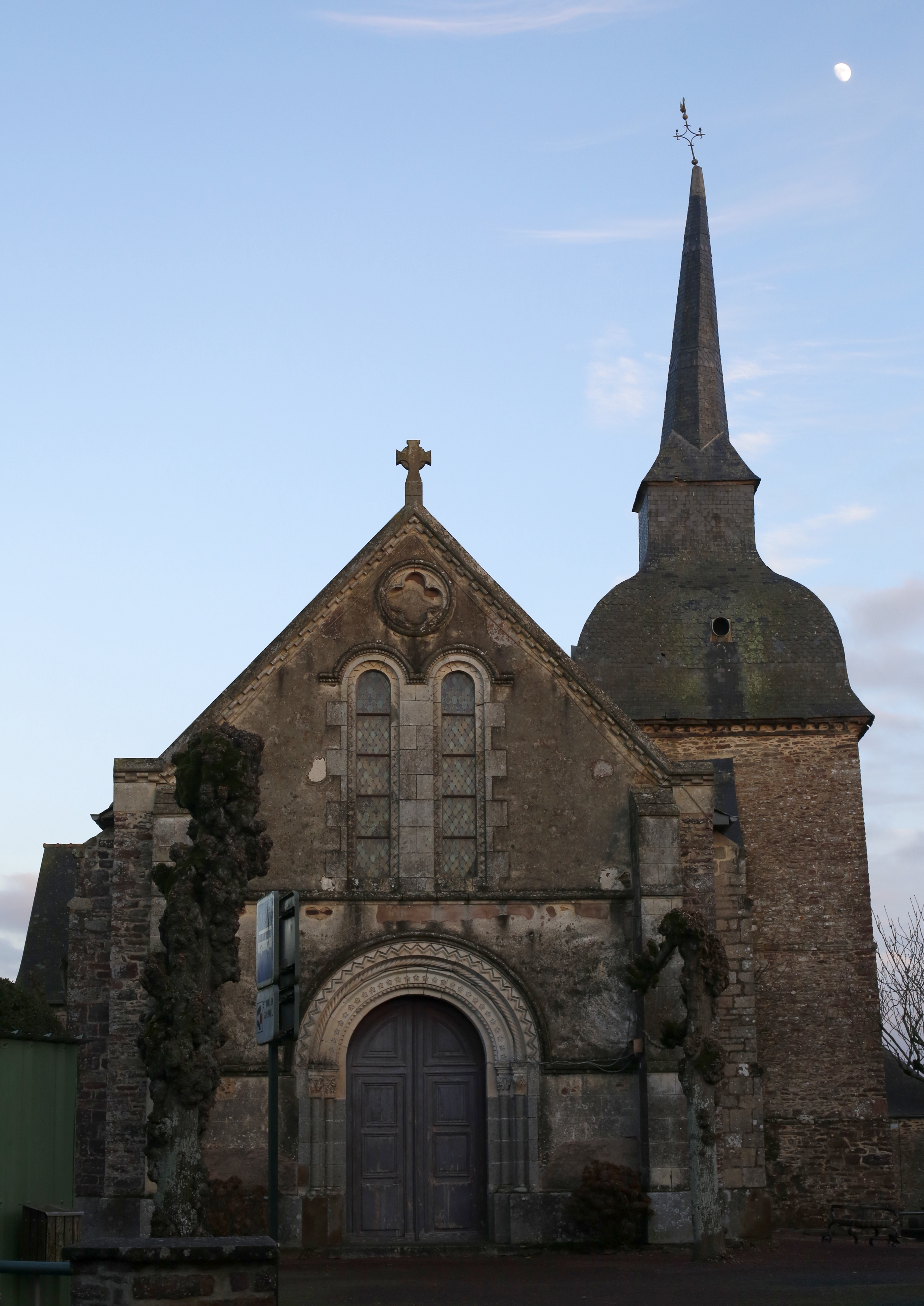
Façade de l'église.

- Chapelle Saint-Jean, construite en 1890 sur les ruines de l'ancienne chapelle[26]. La chapelle Saint-Jean ou Saint-Jouan des Landes se trouve dans une clairière close d'un mur de pierre.
- Monument aux morts.
- Cimetière extérieur.
- Grotte de Lourdes .
- Ancien presbytère.
- Ancien couvent des religieuses (transformé en habitation).
- Tombeau de Merlin.
- Fontaine de Jouvence.
- Menhir la Chaise du Diable entre la Ville Eon et la Ville Guichais.
- Tombeau des Anglais.
- Étang du Pont Dom Jean.
- Étang, moulin et carrière de la Marette. Cette carrière qui est située sur le flanc nord du synclinal de la forêt de Paimpont, est un géosite d'intérêt national pour son front de taille qui montre la discordance angulaire[Note 4] du Paléozoïque armoricain sur le Briovérien[Note 5]. La discordance se manifeste principalement par une différence de pendage entre le Briovérien subvertical de direction N 80°E et la Formation de Pont-Réan à pendage plus faible (30 à 45°) de direction N 110°E. La présence d'un banc de mylonite schisteuse (roche écrasée à fragments de schiste) au contact du Briovérien laisserait supposer des déplacements relatifs des masses en présence, interprétés comme des chevauchements[Note 6]. L'exploitation de cette carrière a eu lieu jusqu'en 1955 pour l'empierrement des routes et la production de moellons. Les opérations de réhabilitation  du site (purge et dévégétalisation du front de taille, mise en sécurité, installation du pupitre, diffusion d'un document pédagogique) sont réalisées en 2003-2004 sous l'égide de la Société géologique et minéralogique de Bretagne (SGMB)[29]. Au XIXe siècle, le Val Sans Retour était situé près de l'étang de la Marette.

### Langues minoritaires
En 2024, la municipalité s'engage dans la promotion de la langue gallèse en signant le charte "du Galo, dam Yan, dam Vèr".